# Iraks nationalmuseum
Iraks nationalmuseum ligger i Bagdad och är ett av Iraks viktigaste museer, med kvarlevor från det gamla Mesopotamien. Det innehåller föremål från landets mer än 5 000-åriga historia.
Nationalmuseet stängdes 1991 under Kuwaitkriget och öppnades inte förrän på Saddam Husseins födelsedag 28 april 2000. Under Irakkriget utsattes museet och nationalbiblioteket för omfattande plundring och vandalisering. Flera tusentals föremål förstördes och försvann för att sedan dyka upp till försäljning i olika delar av världen. I senkomna försök att kompensera detta har olika amerikanska och internationella organ, bland annat. Unesco, lyckats lokalisera och återföra 10 000-tals manuskript och föremål till museet som 2003 bevakades av USA-trupper.